# Georgina Oliva
Pour les articles homonymes, voir Oliva.
Georgina Oliva Isern née le 18 juillet 1990, est une joueuse de hockey sur gazon espagnole. Elle évolue au poste d'attaquante au SV Kampong et avec l'équipe nationale espagnole.
Elle a participé aux Jeux olympiques d'été de 2008 et 2016.
Elle est la sœur de Roc Oliva, lui aussi joueur de hockey sur gazon espagnol.

## Carrière

### Coupe du monde
- : 2018

### Championnat d'Europe
- : 2019

### Jeux olympiques
- Top 8 : 2016, 2020